# Mane nobiscum Domine
Mane nobiscum Domine (pol. Zostań z nami, Panie) – list apostolski papieża Jana Pawła II z 7 października 2004, napisany z okazji Roku Eucharystii (październik 2004-październik 2005).

## Treść
Papież zaadresował list o Eucharystii do biskupów, duchowieństwa i wszystkich wiernych. Dokument składa się z wprowadzenia, czterech rozdziałów i zakończenia:
1. Wstęp
2. Śladami Soboru i Jubileuszu
3. Eucharystia Tajemnicą Światła
4. Eucharystia źródłem i objawienie komunii
5. Eucharystia początkiem i programem «misji»
6. Zakończenie

Tytułem dokumentu autor uczynił słowa zaczerpnięte z Ewangelii według św. Łukasza z rodz. 24, werset 29. We wprowadzeniu papież podał powody napisania listu i zarazem ogłoszenia Roku Eucharystii: Międzynarodowy Kongres Eucharystyczny w Guadalajarze w Meksyku, Zgromadzenie Zwyczajne Synodu Biskupów w Rzymie oraz Światowy Dzień Młodzieży w Kolonii. Zgromadzenie synodalne miało odbyć się pod hasłem «Eucharystia źródłem i szczytem życia i misji Kościoła». Papież pragnął również, by młodzież gromadziła się wokół Eucharystii, która jest ośrodkiem życia, dla ożywienia swej wiary i entuzjazmu. List nie miał być próbą refleksji nad sakramentem, co papież uczynił już w encyklice Ecclesia de Eucharistia z 2003. Papież pokusił się o wytyczenie drogi, ukazanie perspektyw, które mogły pomóc w dobrym przeżyciu Roku Eucharystii. Dla Jana Pawła II ważnymi aspektami Eucharystii, na które należy zwrócić uwagę podczas trwania Roku Eucharystii, są: wymiar tajemnicy, wymiar proklamacji Słowa, wymiar uczty (celebracji), wymiar obecności i jej odczuwania, wymiar komunii wiernych z Chrystusem i między sobą, wymiar misyjny (dziękczynienie, solidarność, braterska służba). W zakończeniu papież przywołał postać Maryi, która całym swoim życiem ucieleśniała tajemnicę Eucharystii.